# 前橋市立第五中学校
前橋市立第五中学校（まえばししりつ だいごちゅうがっこう）は、群馬県前橋市文京町にある公立中学校。

## 所在地
- 群馬県前橋市文京町三丁目20番5号

## 教育信条
「文武両道」、「礼儀正しく鍛え合う五中」

## 沿革
- 1958年（昭和33年） - 開校
- 1959年（昭和34年） - 校歌制定
- 1965年（昭和40年） - 体育館竣工
- 1968年（昭和43年） - 新校舎落成
- 1979年（昭和54年） - プール竣工
- 1981年（昭和56年） - 相撲場完成
- 1982年（昭和57年） - 第二体育館竣工
- 1989年（平成元年） - 剣道場完成
- 1991年（平成3年） - 校外テニスコート新設
- 2007年（平成19年） - 創立五十周年式典開催
- 2015年（平成27年)　-新校舎、新体育館完成　《備考》校舎4階、体育館棟3階

## 学区
- 文京町一丁目、二丁目、三丁目、四丁目[2]
- 天川町
- 天川原町一丁目、二丁目
- 朝倉町一丁目
- 天川大島町
- 天川大島町一丁目、二丁目
- 天川大島町三丁目の一部
- 野中町の一部

## 周辺主要施設
- 群馬県生涯学習センター
- 群馬県立文書館
- 前橋市消防局
- 天川二子山古墳

## 主な卒業生
- 関口奈美 - 気象予報士、元NHK前橋放送局契約キャスター。